# Aurobindo
Aurobindo Ghose (bengali:Arabinda Gohş [Gósh]), född 1872 i Calcutta, död 1950 i Pondichéry, var en indisk politiker som kämpade mot kolonialism. Han var även verksam som poet, filosof, hinduistisk mystiker, yogi och guru. 

## Biografi
Efter studier vid University of Cambridge återvände Aurobindo Ghose till hemlandet 1893. Hans brev, dikter och filosofiska skrifter är alla undertecknade Sri Aurobindo och utgivna under detta namn. I sin person förenar han västerlandets humanistiska bildning och vetenskap med Indiens vishetsläror och andliga traditioner. Staden Auroville är namngiven efter honom av hans andliga samarbetspartner Mirra Alfassa.